# 알렉산더 마이어
알렉산더 마이어(Alexander Meier, 1983년 1월 17일, 니더작센주 부흐홀츠 ~ )는 독일의 전 축구 선수로, 포지션은 공격형 미드필더 또는 공격수로 뛸 수 있다.